# Panstenon gracile
Panstenon gracile är en stekelart som beskrevs av Girault 1913. Panstenon gracile ingår i släktet Panstenon och familjen puppglanssteklar. Inga underarter finns listade i Catalogue of Life.